# Ryōgen-ji
Le Ryōgen-ji (良玄寺) est un temple bouddhiste de la Terre Pure  situé dans le bourg d'Ōtaki, préfecture de Chiba au Japon. Il est étroitement associé à Honda Tadakatsu, un daimyō de la fin de l'époque Sengoku au début de l'époque d'Edo, obligé de Tokugawa Ieyasu.

## Construction
Le temple Ryōgen-ji est construit en 1595 par Tadakatsu. Ieyasu accorde à Honda Tadakatsu le domaine d'Ōtaki sur lequel celui-ci fait bâtir la jōkamachi, ville-château, du château d'Ōtaki. Tadakatsu situe le temple dans une position stratégique défensive dans le district Shinmachi au-dessus de la rivière Isumi pour protéger la ville-château du sud. Le temple s'appelle Ryōshin-ji (良心寺) à l'origine puis, après la mort de Honda Tadakatsu, est renommé Ryōgen-ji, nom sous lequel il est connu aujourd'hui.

## Objets culturels
À 100 m à l'ouest du kondō, bâtiment principal du temple, se trouve un lieu de sépulture dédié à Honda Tadakatsu, à sa femme et à son jeune fils Honda Tadatomo. Les trois pierres tombales, sous la forme de pagodes d'un mètre de haut, existent encore aujourd'hui : Tadakatsu est au milieu, sa femme vers la droite et Tadatomo vers la gauche. L'emplacement de la tombe a été choisi pour faire face au nord avec une vue complète du château d'Otaki. Le temple abrite actuellement une multitude d'éléments liés à Honda Tadakatsu et au clan Honda, dont son portrait, des tablettes mortuaires bouddhistes et de nombreux documents d'archives de cette époque.

## Source
- Chiba-ken no rekishi sanpo (千葉県の歴史散步; "Walking Chiba History"). (Ed.) Chiba-ken Kōtō Gakkō Kyōiku Kenkyūkai, Rekishi Bukai. Yamakawa Shuppansha, 1994.  (ISBN 4-634-29120-7)